# 昌泰 (日本)
昌泰（898年5月20日~901年8月31日）是日本的年號，在寬平之後、延喜之前。這時代的平安時代之日本天皇是醍醐天皇。

## 改元
- 寬平十年四月廿六（898年5月20日）改元。
- 昌泰四年七月十五（901年8月31日）改元延喜。

## 紀年
| 昌泰 | 元年  | 二年  | 三年  | 四年  |
| 公元 | 898年 | 899年 | 900年 | 901年 |
| 干支 | 戊午  | 己未  | 庚申  | 辛酉  |